# 马辔

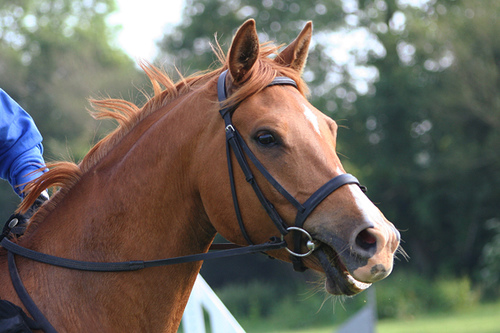
辔头

马辔，又称辔头、马勒、馬籠頭、水勒缰，是为了驾驭马、牛等牲口而套在马颈上的器具，一般由嚼子和缰绳组成。
骑手通过马辔传达指令，如前进、停止、跳跃和转弯等。马辔由三个功能性部件组成，分别是龙套、口衔、缰绳。牛皮马辔的品质是最好的，其优劣主要由材质和五金件的品质来决定。